# Billy Bonds
William Arthur Bonds (Wollwich, Londres, Inglaterra; 17 de septiembre de 1946) es un exfutbolista y entrenador inglés. 
Referente histórico del West Ham United, jugó 799 encuentros por el primer equipo en 21 temporadas, y fue el entrenador del equipo entre 1990 y 1994.

## Trayectoria

### Como jugador
Formado en las inferiores del Charlton Athletic, debutó por el primer equipo en febrero de 1965 contra el Northampton Town. Jugó 95 encuentros de liga en total para el Charlton, hasta que en mayo de 1967 fue transferido al West Ham United por £50,000.
Debutó por los hammers en el encuentro inaugural de la temporada 1967-68 ante el Sheffield Wednesday. Entre 1968 y 1970, Bonds jugó 124 juegos de liga consecutivos, hasta que una lesión lo dejó fuera en octubre de 1970. En sus tres primeras temporadas en el club jugó como lateral por la derecha, y a principios de la década de los 70 el entrenador Ron Greenwood usó a Bonds como centrocampista, dejando a Trevor Brooking en la defensa. Pasó sus mejores momentos en el club en los años 70, incluida la final de la Football League Cup en la temporada 1971-72, fue uno de los goleadores del equipo en la temporada 1973-74 con 13 tantos,  que incluye un hat-trick al Chelsea. Tras la salida de Bobby Moore en marzo de 1974, Bonds fue nombrado nuevo capitán del equipo de Londres y junto con el equipo logró la obtención de la FA Cup de 1975 ante Fulham, y jugar la final de la Recopa de Europa 1975-76.
A pesar del descenso del club en la temporada 1977-78, Bonds continuó el club hasta el regreso a la primera categoría en 1981, año que ganó la Second Division con el West Ham.
Bonds superó a Bobby Moore como el jugador con más encuentros disputados en el West Ham en mayo de 1984. Las lesiones marcaron la década del 80 del jugador, donde incluso se perdió toda la temporada 1985-86 por una lesión de en un dedo. Jugó su último encuentro por el West Ham en abril de 1988 contra el Southampton a la edad de 41 años y 226 días. Se retiró como jugador en el verano británico de ese año.
Bons en total jugó durante 20 años por los hammers, anotó 48 goles y jugó 663 encuentros por la Football League. Ídolo del club, ganó el premio "Hammer of the year" al jugador del año del club en 1971, 1974, 1975 y 1987. Fue nombrado Miembro de la Orden del Imperio Británico en enero de 1988. En mayo de 2013, Bonds fue premiado por el club por su trayectoria.
El 6 de febrero de 2019 se anunció que la grada este del Estadio Olímpico de Londres será llamada con su nombre. La inauguración tuvo lugar el 2 de marzo en el encuentro contra el Newcastle United.

#### Selección nacional
Bonds representó en dos ocasiones a Inglaterra en la categoría sub-23.
Fue parte de la selección de Inglaterra durante su carrera, aunque no debutó.

### Como entrenador
Luego de su retiro como jugador en 1988, Bonds fue nombrado como entrenador de las inferiores del West Ham. En julio de 1989 tras la salida de Lou Macari, Bonds fue nombrado entrenador del primer equipo. En su primera temporada a cargo del club, Bonds logró el ascenso a la primera división al quedar en segundo lugar de la clasificación, además de alcanzar las semifinales de la FA Cup 1990-91 quedando fuera ante el Nottingham Forest.
West Ham descendió nuevamente en la temporada 1991-92, donde quedó en el último lugar. Bonds ganó el ascenso el año siguiente, dejando al equipo en el segundo lugar en la general bajo el Newcastle United. En la Premier League de 1993-94 logró el 13.er lugar. Renunció al cargo en agosto de 1994 y fue reemplazado por Harry Redknapp. Trabajó como entrenador en el Queens Park Rangers y Reading antes de firmar contrato con el Millwall en mayo de 1997. Dirigió 53 encuentros por el club hasta su despido.

## Estadísticas

### Como jugador
Referencia.
| Charlton Athletic Inglaterra |               |               |    |    |   |    |   |    |   |     |     |    |
| 2.ª | 1964 a 1967   | -             | -  | -  | - | -  | - | -  | - | 95  | 1   |    |
| Total club | Total club    | -             | -  | -  | - | -  | - | -  | - | 95  | 1   |    |
| West Ham United Inglaterra |               |               |    |    |   |    |   |    |   |     |     |    |
| 1.ª | 1967-68       | 37            | 1  | 3  | 0 | 2  | 0 | -  | - | 42  | 1   |    |
| 1.ª | 1968-69       | 42            | 1  | 3  | 0 | 2  | 0 | -  | - | 47  | 1   |    |
| 1.ª | 1969-70       | 42            | 3  | 1  | 0 | 2  | 0 | -  | - | 45  | 3   |    |
| 1.ª | 1970-71       | 37            | 0  | 1  | 0 | 2  | 0 | -  | - | 40  | 0   |    |
| 1.ª | 1971-72       | 42            | 3  | 4  | 0 | 10 | 2 | -  | - | 56  | 5   |    |
| 1.ª | 1972-73       | 39            | 3  | 2  | 0 | 2  | 0 | -  | - | 43  | 3   |    |
| 1.ª | 1973-74       | 40            | 13 | 2  | 0 | 1  | 0 | 1  | 0 | 44  | 13  |    |
| 1.ª | 1974-75       | 31            | 7  | 8  | 0 | 3  | 2 | 3  | 2 | 45  | 11  |    |
| 1.ª | 1975-76       | 18            | 1  | 0  | 0 | 5  | 1 | 10 | 2 | 33  | 4   |    |
| 1.ª | 1976-77       | 41            | 3  | 2  | 0 | 3  | 0 | -  | - | 46  | 3   |    |
| 1.ª | 1977-78       | 29            | 1  | 3  | 1 | 0  | 0 | -  | - | 32  | 2   |    |
| 2.ª | 1978-79       | 39            | 4  | 1  | 0 | 1  | 0 | -  | - | 41  | 4   |    |
| 2.ª | 1979-80       | 34            | 1  | 5  | 0 | 9  | 0 | -  | - | 48  | 1   |    |
| 2.ª | 1980-81       | 41            | 0  | 3  | 0 | 8  | 1 | 7  | 1 | 59  | 2   |    |
| 1.ª | 1981-82       | 29            | 1  | 2  | 1 | 4  | 0 | -  | - | 35  | 2   |    |
| 1.ª | 1982-83       | 34            | 3  | 1  | 0 | 4  | 0 | -  | - | 39  | 3   |    |
| 1.ª | 1983-84       | 27            | 0  | 1  | 0 | 2  | 0 | -  | - | 30  | 0   |    |
| 1.ª | 1984-85       | 22            | 3  | 0  | 0 | 4  | 0 | -  | - | 26  | 3   |    |
| 1.ª | 1985-86       | 0             | 0  | 0  | 0 | 0  | 0 | -  | - | 0   | 0   |    |
| 1.ª | 1986-87       | 17            | 0  | 4  | 0 | 3  | 0 | -  | - | 24  | 0   |    |
| 1.ª | 1987-88       | 22            | 0  | 2  | 0 | 0  | 0 | -  | - | 24  | 0   |    |
| Total club | Total club    | 663           | 48 | 48 | 2 | 67 | 6 | 21 | 5 | 799 | 61  |    |
| Total carrera | Total carrera | Total carrera | -  | -  | - | -  | - | -  | - | -   | 894 | 62 |
| (1) Incluye datos de la Watney Cup (1973-74), Texaco Cup (1974-75), Copa Anglo-Italiana (1975-76). Recopa de Europa de la UEFA (1975-76, 1980-81), Charity Shield (1981) |               |               |    |    |   |    |   |    |   |     |     |    |

## Palmarés

### Títulos nacionales
| Título                          | Club            | País       | Año     |
| ------------------------------- | --------------- | ---------- | ------- |
| Football League Second Division | West Ham United | Inglaterra | 1980-81 |
| FA Cup                          | West Ham United | Inglaterra | 1974-75 |
| FA Cup                          | West Ham United | Inglaterra | 1979-80 |